# یره‌باکان (فکه)
یره‌باکان {{ترکی|Yerebakan) (به ارمنی: Երեպագան) یک منطقهٔ مسکونی در ترکیه است که در فکه، ترکیه واقع شده‌است.